# دنیس آلیبک
دنیس آلیبک (رومانیایی: Denis Alibec؛ زادهٔ ۵ ژانویهٔ ۱۹۹۱) بازیکن فوتبال اهل رومانی است.
از باشگاه‌هایی که در آن بازی کرده‌است می‌توان به اینتر میلان، بولونیا، مشلان، و استوا بخارست اشاره کرد. وی همچنین در تیم ملی فوتبال رومانی بازی کرده‌است.